# Кедровка (Кемерово)
Кедровка — упразднённый рабочий посёлок подчинении Рудничного района Кемерово Кемеровской области России. В 2004 году включен в состав города Кемерово и исключен из учётных данных.

## География
Микрорайон расположен в 5 км к востоку от железнодорожной станции Латыши (на линии Кемерово — Анжерская).

## История
Деревня Кедровка основана в 1726 г. 
В 1926 году состояла из 204 хозяйств. В административном отношении являлась центром Кедровского сельсовета Кемеровского района Кузнецкого округа Сибирского края.
Кедровка получила статус посёлка городского типа в 1954 году. Был образован Кедровский поссовет.
По данным Большой советской энциклопедии в Кедровке велась добыча угля.
В 2001 году фактически в черту посёлка включены посёлки станции Латыши и Пионерский.
В 2004 году вошла в черту города Кемерово. В 2004 году было организовано местное территориальное управление «жилой район Кедровка, Промышленновский».

## Население
| 1926 | 1959  | 1970  | 1979  | 1989    | 2002    |
| ---- | ----- | ----- | ----- | ------- | ------- |
| 928  | ↗6523 | ↗8530 | ↗9733 | ↗11 884 | ↗18 203 |

## Транспорт
До жилого района Кедровка можно добраться на общественном транспорте:
- № 179Э: д/п ж/д Вокзал — ж/р Кедровка
- № 194: ж/р Промышленновский — ж/р Кедровка
- № 197Э: пл. Волкова — ж/р Кедровка
- № 279Э: ТРК Променад-2 — ж/р Кедровка

Также в районе действуют внутренние маршруты:
- № 192: Кедровская автобаза — Кольцо
- № 193: Кедровская автобаза — пос. Привольный — с/о Березка — ст. Латыши